# Habitatge al carrer Bellmunt, 8 (Canovelles)
L'Habitatge al carrer Bellmunt, 8 és una obra del municipi de Canovelles (Vallès Oriental) inclosa en l'Inventari del Patrimoni Arquitectònic de Catalunya.

## Descripció
Es tracta d'un edifici aïllat. Sobre una superfície rectangular, està format per soterrani i planta, aprofitant el pendent del terreny. Pertany a la tipologia de ciutat-jardí. Està flanquejat per grans barres de ferro a cada banda que permeten la cobertura dels espais lliures o terrasses de la planta.
La casa, construïda per a un matrimoni amb quatre noies, està estructurada de la següent manera: a la planta soterrani hi ha els dormitoris de les noies amb els corresponents banys. També hi ha un espai dedicat a museu de cotxes antics. A la planta hi ha el dormitori de matrimoni, la cuina i el saló, en forma de grans figures geomètriques irregulars de vidre. A la part inferior del jardí es baixa per una gran escalinata. Els materials emprats són aplacat de sorra de marbre amb ciment blanc, maó i vidre.

## Història
Com a anècdota dir que la idea del propietari del terreny era d'una masia amb un caire més o menys modern. L'expedient es va realitzar el 15 de setembre de 1977 i el permís d'obra el 31 de gener de 1978.